# Karlík
Obec Karlík se nachází v okrese Praha-západ, kraj Středočeský, asi 5 km západně od města Černošice. Žije zde 487 obyvatel.

## Historie
Archeologické nálezy nástrojů, které byly nalezeny v okolí Karlického hřbitova, svědčí o zdejším osídlení již v době bronzové. První písemná zmínka o této obci pod původním názvem Dobrichovvitz pochází z roku 1253, kdy král Václav I. potvrdil tuto ves se "všemi poli, lesy, vodami a příslušenstvím", které darovala jeho matka, královna Konstancie společně s dalšími vesnicemi špitálu řádu křižovníků s červenou hvězdou. Tehdy zde bylo drobné panské sídlo, spojené s vlastní rotundou sv. Martina. Pravděpodobně kolem poloviny 14. století bylo panské sídlo nazváno podle císaře Karla IV. a původní označení Dobřichovice přeneseno na sousední novou ves, která je užívá dosud. 
V okolí Karlíka se nachází několik bývalých kamenolomů. Až do poloviny 19. století se zde těžil černý mramor se zlatavými žilkami.
| 1869 | 1880 | 1890 | 1900 | 1910 | 1921 | 1930 | 1950 | 1961 | 1970 | 1980 | 1991 | 2001 | 2011 |
| ---- | ---- | ---- | ---- | ---- | ---- | ---- | ---- | ---- | ---- | ---- | ---- | ---- | ---- |
| 175  | 206  | 180  | 200  | 178  | 165  | 270  | 201  | 196  | 194  | 220  | 192  | 274  | 469  |

### Územněsprávní začlenění
Dějiny územněsprávního začleňování zahrnují období od roku 1850 do současnosti. V chronologickém přehledu je uvedena územně administrativní příslušnost obce (osady) v roce, kdy ke změně došlo:
- 1850 země česká, kraj Praha, politický okres Smíchov, soudní okres Zbraslav[8]
- 1855 země česká, kraj Praha, soudní okres Zbraslav
- 1868 země česká, politický okres Smíchov, soudní okres Zbraslav
- 1927 země česká, politický okres Praha-venkov, soudní okres Zbraslav[9]
- 1939 země česká, Oberlandrat Praha, politický okres Praha-venkov, soudní okres Zbraslav[10]
- 1942 země česká, Oberlandrat Praha, politický okres Praha-venkov-jih, soudní okres Zbraslav[11]
- 1945 země česká, správní okres Praha-venkov-jih, soudní okres Zbraslav[12]
- 1949 Pražský kraj, okres Praha-jih[13]
- 1960 Středočeský kraj, okres Praha-západ
- 2003 Středočeský kraj, obec s rozšířenou působností Černošice

## Přírodní poměry
Severně od vesnice leží přírodní rezervace Karlické údolí a severovýchodně od vsi se nachází přírodní památka Krásná stráň.

## Pamětihodnosti
- rotunda svatého Martina a Prokopa
- hrádek Karlík
- hřbitov kolem kostela – společný hrob obětí první světové války; hroby osobností z Dobřichovic, Černošic a Mokropes

## Doprava
Dopravní síť
- Pozemní komunikace – Do obce vede silnice III. třídy. Po 1 km lze v Dobřichovicích najet na silnici II/115 Radotín – Černošice – Řevnice – Hostomice.
- Železnice – Železniční trať ani stanice na území obce nejsou. Nejblíže obci je železniční stanice Dobřichovice ve vzdálenosti 2,5 km ležící na trati 171 z Prahy do Berouna.

Veřejná doprava
- Autobusová doprava – V obci mají zastávku autobusové linky Černošice–Karlík (v pracovních dnech 15 spojů, o víkendu 4 spoje) (dopravce Veolia Transport Praha) a Karlík - Dobřichovice - Mníšek pod Brdy (v pracovních dnech 4 spoje) (dopravce MARTIN UHER).